# Hemiasteridae
Hemiasteridae és una família d'eriçons de mar de l'ordre dels Spatangoida.

## Característiques
Aquests són eriçons de mar irregulars la boca i l'anus dels quals s'han mogut dels seus pols per formar un " Abans "i un" esquena ". Per tant, la boca es troba al primer quart de la cara oral, i l'anus es troba al costat oposat, mirant cap enrere. La closca (anomenada " prova ") també s'allargava en aquesta direcció anteroposterior.
En aquesta família particular, les plaques episternals estan separades en dues sèries. La placa labral és allargada longitudinalment, en forma de falca. Observem la presència d'una sola fasciola situada després del pètal. El ambulacrum aboral anterior porta podia amb ventoses.
Sembla que aquesta família va aparèixer al Cretaci inferior ( albià ), i actualment només sobreviuen dos gèneres.

## Llista de gèneres
Segons Plantilla:Bioref :
- Gènere Bolbaster Pomel, 1869 †
- Gènere Hemiaster Desor, a Agassiz & Desor, 1847 †
- Gènere Heterolampas Cotteau, 1862 †
- Gènere Holanthus Lambert & Thiéry, 1924 -- 5 espècies
- Gènere Jordaniaster Neumann, 1999 †
- Gènere Kupeia McKnight, 1974 -- 1 espècie
- Gènere Leiostomaster Lambert, 1920b †
- Gènere Leymeriaster Lambert & Thiéry, 1924 †
- Gènere Mecaster Pomel, 1883 †
- Gènere Palhemiaster Lambert, 1915 †
- Gènere Parahemiaster Egorov, 1972 †
- Gènere Proraster Lambert, 1895 †
- Gènere Tessieria Collignon, 1949 †